# Horvátországban történt légi közlekedési balesetek listája
A Horvátországban történt légi közlekedési balesetek listája mind a halálos áldozattal járó, mind pedig a kisebb balesetek, meghibásodások miatt történt, gyakran csak az adott légiforgalmi járművet érintő baleseteket is tartalmazza évenkénti bontásban. Az 1991 előtti, de a mai Horvátország területén történt baleseteket is ez a lista tartalmazza.

## Horvátországban történt légi közlekedési balesetek

### 1976
- 1976. szeptember 10., Zágráb. Összeütközött a levegőben a British Airways 476-os járata, egy Hawker Siddeley Trident típusú, G-AWZT lajstromjelű utasszállító repülőgépe, fedélzetén 54 utassal és 9 fő személyzettel, valamint az Inex-Adria Aviopromet 550-es járata, egy Douglas DC–9-32 típusú, YU-AJR lajstromjelű utasszállító repülőgépe, fedélzetén 108 utassal és 5 fő személyzettel. A gépeken tartózkodók mindegyike, azaz összesen 176 fő vesztette életét. A gépek ütközését a légiirányítás hibái okozták.[1][2]

### 1996
- 1996. április 3., Dubrovnik repülőtere közelében (3 km-re északra). Az Amerikai Egyesült Államok Légierejének Boeing CT-43A típusú repülőgépe szállítási feladat közben leszállási manővert hajtott végre. A manőver közben pilótahiba miatt a földnek csapódott. A gépen tartózkodó 30 fő utas és 5 fős személyzet minden tagja életét vesztette a balesetben.[3][4]

### 2019
- 2019. augusztus 17., A6-os autópálya. A 9A DMI lajstromjelű Cessna típusú kisrepülőgép kényszerleszállást hajtott végre a Zágráb–Fiume autópályaszakaszon. A manőver során nem sérült meg senki. A gép motorhiba miatt szállt le gyakorlórepülés közben.[5]

### 2020
- 2020. január 27. 11:06, Zlarin (Šibenik) közelében. A tengerbe zuhant a Horvát Légierő Kiowa OH-58D típusú helikoptere. A gép gyakorlórepülésen vett részt. A személyzet két tagja életét vesztette.[6]